# Gőcze Sándor
Gőcze Sándor (Tapolca, 1921. november 29. – Győr, 1995. február 27.) labdarúgó, csatár, edző. A Magyar Vagon- és Gépgyár főosztályvezetőjeként ment nyugdíjba.

## Pályafutása

### Klubcsapatban
A Tapolca csapatában kezdte a labdarúgást, majd Hajmáskéren játszott. A második világháborút alatt szerződött Győrbe.

### A válogatottban
1948-ban két alkalommal szerepelt a válogatottban és egy gólt szerzett.

### Edzőként
Játékos pályafutása befejezése után Győr-Sopron megye több egyesületénél dolgozott. Vezetőedző volt Kapuváron és a mosonmagyaróvári MOTIM TE csapatánál.

## Statisztika

### Mérkőzései a válogatottban
| Magyarország | Magyarország      | Magyarország                | Magyarország | Magyarország | Magyarország | Magyarország | Magyarország | Magyarország |
| #            | Dátum             | Helyszín                    | Hazai        | Eredmény     | Vendég       | Kiírás       | Gólok        | Esemény      |
| ------------ | ----------------- | --------------------------- | ------------ | ------------ | ------------ | ------------ | ------------ | ------------ |
| 1.           | 1948. április 22. | Budapest, Üllői úti stadion | Magyarország | 7 – 4        | Svájc        | Európa-kupa  | 1            | 42'          |
| 2.           | 1948. május 2.    | Bécs, Práter stadion        | Ausztria     | 3 – 2        | Magyarország | Európa-kupa  | -            |              |
|              | Összesen          |                             |              | 2            | mérkőzés     |              | 1            | gól          |